# Mars z Todi
Mars z Todi – rzeźba z końca V w. p.n.e. lub początku IV w. p.n.e., przykład sztuki etruskiej z wpływem starożytnej sztuki greckiej. Należy do zbiorów Gregoriańskiego Muzeum Etruskiego, jednego z Muzeów Watykańskich.
Posąg powstał w Etrurii pod koniec V lub na początku IV w. p.n.e. z przeznaczeniem na umbryjski rynek. Jest przykładem etruskiej rzeźby wysokiej jakości, prawdopodobnie powstał w warsztacie w Orvieto (dawne etruskie Volsinii). Volsinii było znane z produkcji brązowych figur, z których ponad 2000 zostało zrabowanych przez Rzymian w 265 p.n.e. Był kosztowną figurą wotywną złożoną w sanktuarium, ofiarowaną być może Laranowi, etruskiemu bogowi wojny. Został pogrzebany jeszcze w starożytności, być może towarzyszył temu odpowiedni rytuał. Pozostawał pod ziemią (pogrzebany pomiędzy trawertynowymi płytami) aż do jego odnalezienia w 1835 w pobliżu Todi, w sanktuarium z Monte Santo.
Umbryjskie Todi znajdowało się pod wpływem Etrusków i przyczyniło się do rozprzestrzenia kultury etruskiej w Umbrii.
Wykonany z brązu posąg naturalnej wielkości przedstawia ubranego w zbroję wojownika. Jego skomplikowany pancerz jest przedstawiony z „pedantyczną dokładnością”, jest jednym z najlepszych przykładów pokazujących, jak wyglądało uzbrojenie z tej epoki. Hełmu nie odnaleziono. Wojownik jest w trakcie dokonywania libacji przed bitwą. W prawej dłoni trzymał przeznaczone do tego rytuału specjalne naczynie (patera), z którego wylewano płyn na ziemię. Lewa dłoń dzierżyła włócznię. Patera i pozostałości włóczni są przechowywane w muzealnej gablocie.
Na jednym z elementów napierśnika znajduje się dedykacja w języku umbryjskim, ale w etruskim alfabecie. Napis Ahal Trutitis dunum dede informuje, że figura jest darem osoby o celtyckim z pochodzenia nazwisku Ahal Trutitis, co wskazuje na kosmopolityczny charakter starożytnego Todi.